# Cyanthillium
Cyanthillium là một chi thực vật có hoa trong họ Cúc (Asteraceae).

## Loài
Chi Cyanthillium gồm các loài: